# Königreich Burgund
Das Königreich Burgund war ein Staat im Süden des heutigen Frankreichs, der durch die Fränkischen Reichsteilungen entstand. 561 bis 584 und 639 bis 737 waren fränkische Teilkönigreiche in Burgund entstanden, die zunächst an Neustrien, dann wieder an das Gesamtreich fielen. 880 und 888 wurden die Königreiche Niederburgund und Hochburgund gegründet und 930 zum Königreich Burgund vereinigt. Es bestand aus denjenigen Teilen des früheren karolingischen Reichsteils Burgund, die bei der Teilung des Frankenreiches 843 im Vertrag von Verdun als Lotharii Regnum an Kaiser Lothar I. fielen. Dies war ganz Burgund außer dem Gebiet, das 843 an das Westfrankenreich kam, im Zentrum des heutigen Frankreichs liegt und 1956–2016 die Region Bourgogne bildete.
Das Königreich Burgund fiel 1033 an das römisch-deutsche Reich, wenngleich weite Teile im 14./15. Jahrhundert an das Königreich Frankreich fielen. Der burgundische Reichsteil des römisch-deutschen Reichs (der dritte Reichsteil neben dem deutschen Reichsteil und Reichsitalien) wird in der Geschichtswissenschaft oft als regnum Arelatense bzw. als Arelat bezeichnet.

## Entstehung und Entwicklung
Das Königreich Burgund entwickelte sich in drei Etappen:

### Karolingische Reichsteilungen
Erste Teilung

Die Teilung von Prüm 855

Der fränkische Kaiser Lothar I. teilte bereits vor seinem Tod im Jahre 855 sein Reich unter seinen Söhnen auf. Die burgundischen Reichsteile erhielt sein Sohn Karl zusammen mit der Provence. (→Teilung von Prüm)
Zweite Teilung
Als Karl 863 starb, teilten seine Brüder dessen Ländereien unter sich auf:
- Der lotharingische König Lothar II. von Lotharingien erhielt das Gebiet des späteren Hochburgund sowie den westlichen Teil des Niederburgund – das Rhônetal rechts der Rhone.
- Das restliche Niederburgund sowie die Provence fielen an den italienischen König Ludwig II. von Italien.

Dritte Teilung
Als Lothar II. 869 starb, erhob der letzte überlebende Bruder, Ludwig II., keine Erbansprüche, weshalb dessen Onkel Karl der Kahle, Herrscher über das Westfrankenreich und Ludwig der Deutsche, der über das Ostfrankenreich herrschte, die Ländereien 870 im Vertrag von Meersen aufteilten. Die burgundischen Teile wurden dabei wie folgt vergeben:
- Karl der Kahle erhielt das Rhônetal im Niederburgund und die Diözese Besançon im Hochburgund
- Ludwig der Deutsche erhielt die restlichen Gebiete des Hochburgund.

Als Ludwig II. von Italien 875 verstarb, erbte Karl der Kahle dessen Ländereien und die Kaiserwürde und vereinte das Niederburgund erneut.

### Regionale Reichsgründungen

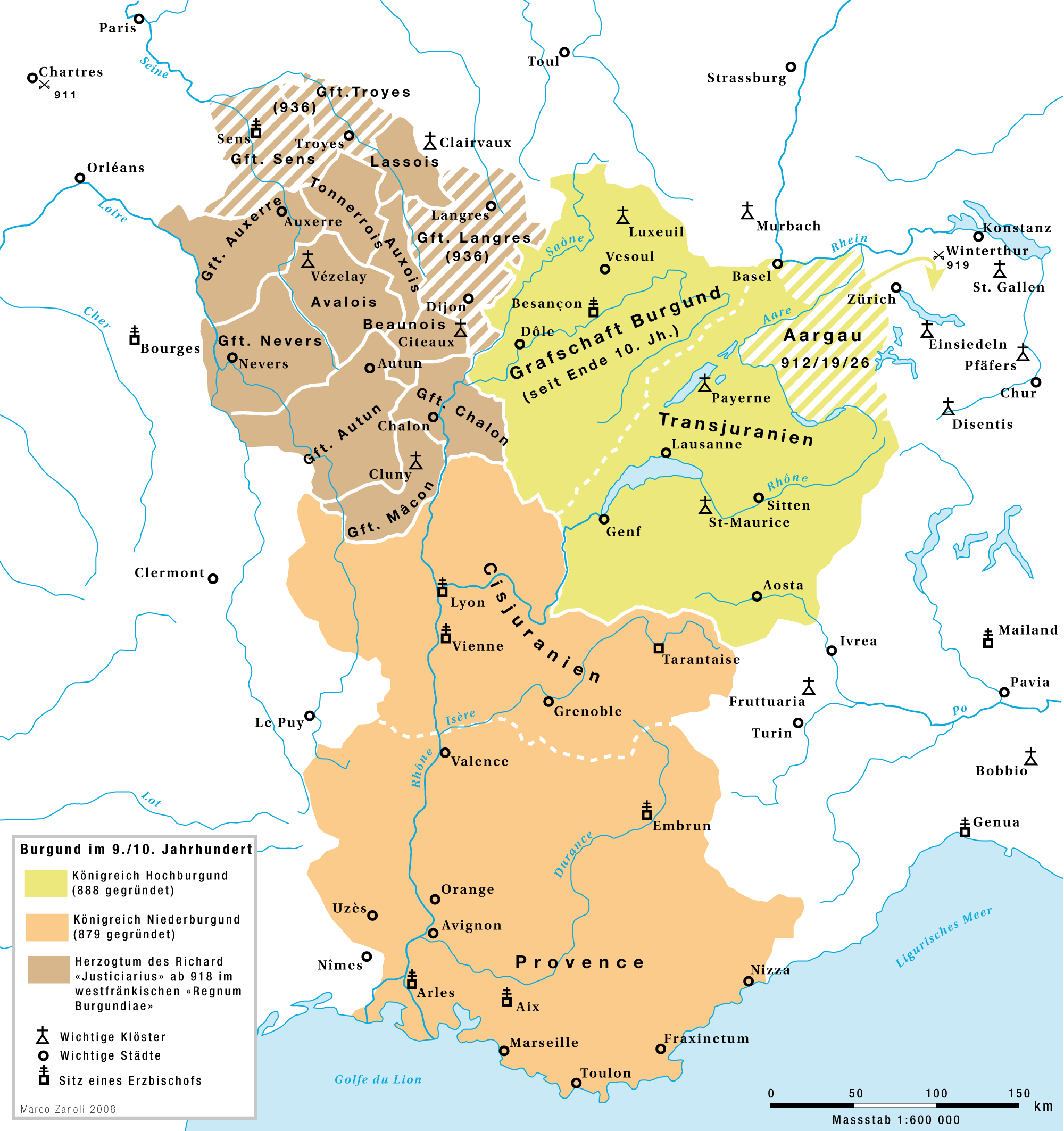
Die Königreiche Hoch- und Niederburgund sowie das Herzogtum von Richard dem Gerichtsherrn

Niederburgund umfasste etwa die heutigen französischen Regionen Rhône-Alpes und Provence-Alpes-Côte d’Azur, Hochburgund die spätere Freigrafschaft Burgund, die Westschweiz, Basel, das Wallis, Aosta und Teile der Zentralschweiz. 930 vereinigte Rudolf II. von Hochburgund die beiden burgundischen Reiche zum Königreich Burgund.
Das 843 abgetrennte Gebiet Burgunds gehörte weder zu Hoch- noch zu Niederburgund, sondern entwickelte sich zum westfränkischen Herzogtum Burgund  und entsprechen heute in etwa der Region Bourgogne.
Fraxinetum im Westen der Provence wurde 888 islamisch und blieb es bis ca. 972.

#### Königreich Niederburgund (ab 880)
877, zwei Jahre nachdem er die burgundischen Lande geerbt hatte, starb Karl der Kahle (Westfrankenreich). Sein Enkel Karlmann konnte nicht verhindern, dass sich um 879/880 ein burgundischer Adliger, Graf Boso von Vienne, selbständig machte. Boso, Schwager von Karl dem Kahlen, ließ sich 880 mit Hilfe des Papstes Johannes VIII. und auf Drängen seiner Gattin Irmengard, einer Tochter Ludwigs II. von Italien, auf einer Versammlung der Großen zu Mantala (Montaille bei Vienne) zum König von Burgund und der Provence proklamieren. Er begründete somit das Reich Niederburgund, das auch das cisjuranische Burgunderreich genannt wurde, oder nach seiner Hauptstadt Arles das Königreich Arelat. Boso konnte sich gegen den neuen König des Ostfrankenreiches, Karl den Dicken (876–887, seit 880 auch König von Italien und seit 881 Kaiser), behaupten, jedoch den äußersten Nordosten seines Landes, Wallis, Aosta und Savoyen, nicht halten.
Ludwig der Blinde, König von Niederburgund 887–924, König der Langobarden (König von Italien) 899–905, Römischer Kaiser 901–905, war der Sohn Bosos und dessen Gemahlin Irmengard. Nach seines Vaters Tod huldigte er als unmündiger Erbe gemeinsam mit seiner Mutter dem ostfränkischen König und Kaiser Karl dem Dicken und empfing von ihm sein Erbe als Lehen. In demselben Verhältnis stand Ludwig auch zu Karls Nachfolger Arnulf von Kärnten. Ludwig wurde 899 König der Langobarden und wurde 901 von Papst Benedikt IV. zum Kaiser gekrönt. 905 unterlag er Berengar von Friaul, der ihn blendete und aus Italien vertrieb. Graf Hugo von Provence war ab 905 Regent von Niederburgund und ab 924 König von Niederburgund. Seit dem Rückzug Rudolfs II. von Hochburgund im Jahre 926 war er zugleich König von Italien.

#### Königreich Hochburgund (ab 888)

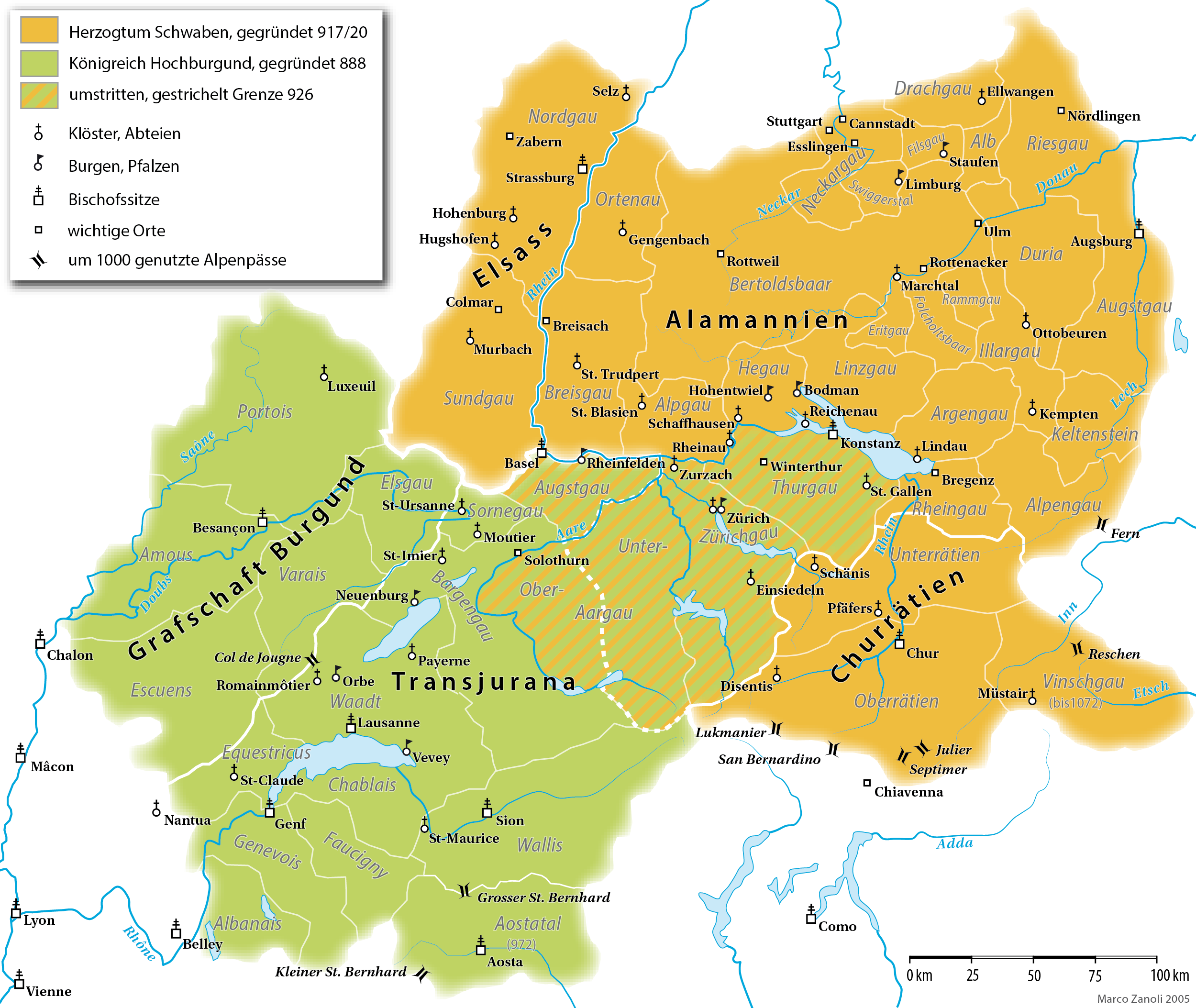
Alamannien und Hochburgund im 10. und 11. Jahrhundert

Nach der Absetzung Karls des Dicken (888) zerfiel das Ostfrankenreich und auf dem Boden seiner burgundischen Landesteile proklamierte sich 888 in Saint-Maurice der Welfe Rudolf I. (888–912), ein Neffe des (nichtkarolingischen) westfränkischen Königs Odo (Eudes) und ein Großcousin des ostfränkischen Königs und späteren Kaisers Arnulf von Kärnten, zum König von Hochburgund. Das Reich umfasste die spätere Freigrafschaft Burgund (Franche-Comté) und die Markgrafschaft Transjuranien. Im selben Jahr schlug der Schwager von Rudolf I., Richard der Gerichtsherr (858–921) – Gründer des westlich der Saône gelegenen mittelalterlichen Herzogtums Burgund – die Normannen bei Saint-Florentin. Diese waren 888 in Burgund eingefallen und hatten Bèze geplündert.
Rudolf II. von Hochburgund (912–937) führte mehrere Kriege zur Ausdehnung Hochburgunds gegenüber Alamannien. Er erwarb um 912/19/26 Basel und Gebiete im Aargau. Erst die Neugründung des Herzogtums Schwaben unter Burchard II. verhinderte eine weitere Ausdehnung. In der Schlacht bei Winterthur (919) wurde Rudolf entscheidend geschlagen. Schwaben und Hochburgund verbanden sich anschließend zur Durchsetzung beidseitiger Interessen in Italien – Rudolf II. heiratete Berta von Alamannien, eine Tochter Burchards II. Die Grenze zwischen Schwaben und Hochburgund wurde durch die Linie Huttwil-Aarwangen-Basel definiert. 922 wurde Rudolf von der gegen Berengar I. von Friaul, Kaiser und König von Italien, gerichteten Opposition nach Italien gerufen und besiegte Berengar. 926 zog er sich aus Italien wieder zurück und überließ es Hugo von Provence, dem König von Niederburgund.

#### Vereinigung zum Königreich Burgund (930)
930 überließ Hugo I. sein niederburgundisches Stammland Rudolf II., der als Gegenleistung auf seine Ansprüche auf die Herrschaft in Italien verzichtete. Zwischen Hugos Sohn Lothar und Rudolfs Tochter Adelheid wurde ein Ehevertrag geschlossen. Nach der Krönung Hugos von Provence zum König von Italien vereinigte Rudolf II. 930 die beiden burgundischen Reiche zum Königreich Burgund. 935 schloss er ein Freundschaftsbündnis mit dem deutschen König Heinrich I. Nach Rudolfs Tod 937 erhob Hugo noch einmal Anspruch auf Niederburgund, da seinem Sohn Lothar Adelheid, die Schwester Konrads III., Sohn und Nachfolger Rudolfs II., versprochen worden war. Seine Ansprüche konnte er gegen Konrad III. nicht durchsetzen, der durch den sächsischen Herzog und römisch-deutschen König Otto I. unterstützt wurde. Dieser ließ vor dem Eintreffen Hugos in Burgund Konrad III. im Dezember 937 an seinen Hof nach Sachsen bringen und sicherte ihm so sein Erbe.
Hugos Sohn Lothar II. war seit 931 Mitregent und nach Hugos Tod im Jahre 948 König von Italien. Er heiratete 947 die ihm versprochene, damals vermutlich 16-jährige Adelheid von Hochburgund, starb jedoch am 22. November 950, wobei teilweise auch eine Vergiftung durch Berengar II. von Ivrea angenommen wird. Dieser setzte Adelheid nach dem Tode Lothars in Italien gefangen und erklärte sich am 15. Dezember 950 zum König von Italien. Da Adelheid jedoch nicht nur die (noch nicht 20-jährige) Witwe des italienischen Königs, sondern auch Nichte der Ida von Schwaben, der Gemahlin von Ottos Sohn Liudolf, war, zog Otto im September 951 nach Italien. Otto war daran interessiert, in den Konflikt in Italien einzugreifen, da er als Witwer – seine Gemahlin Edgitha war 946 verstorben – die Möglichkeit zur Heirat Adelheids und damit zur Ausdehnung seiner Herrschaft hatte. Otto führte Adelheid von ihrer Fluchtburg Canossa nach Pavia, wo er sich mit ihr im Oktober 951 vermählte. Otto I. eroberte Italien und bestätigte endgültig die Herrschaft seines Schwagers Konrads III. über Niederburgund.

### Königreich Arelat

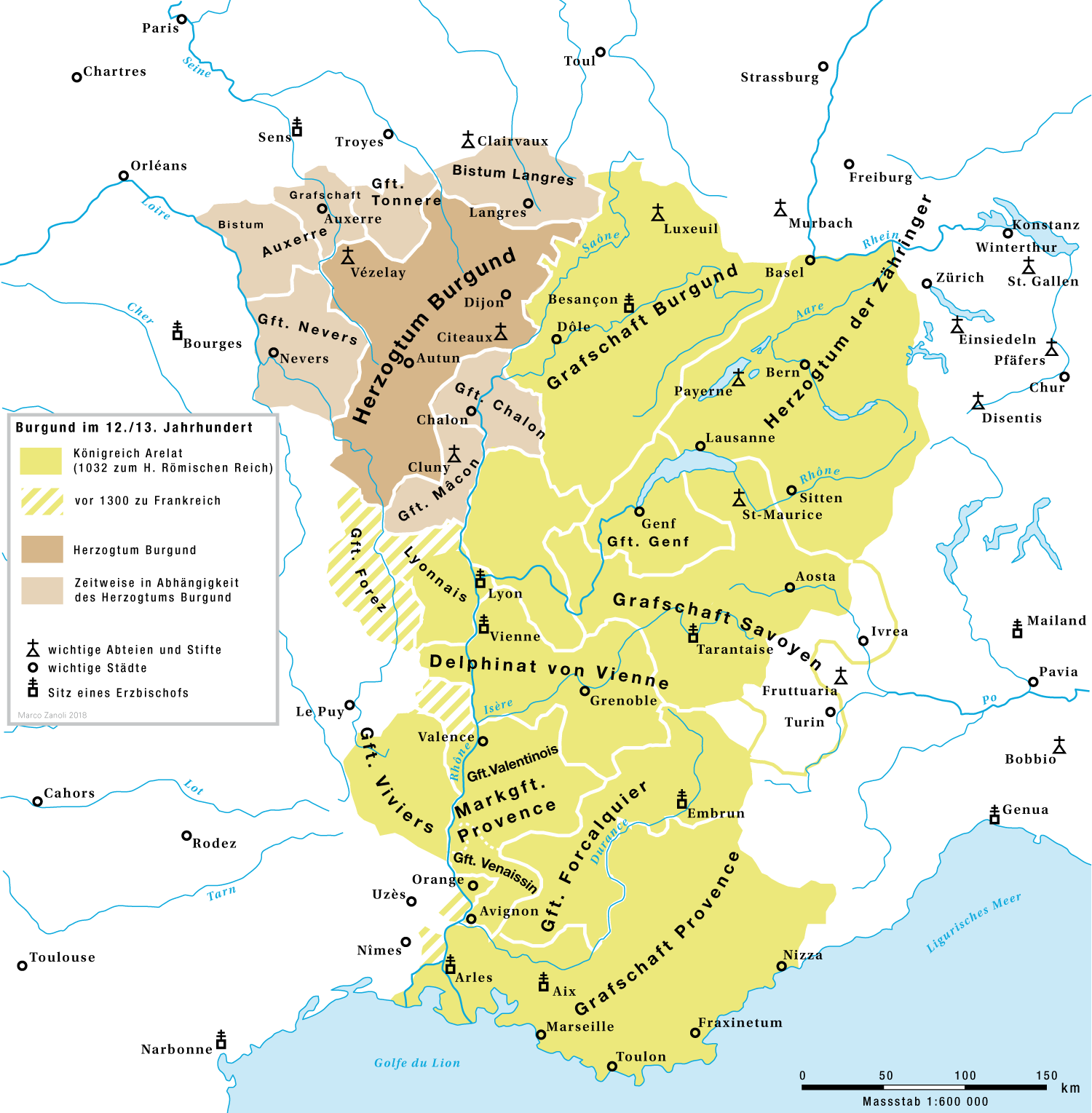
Das Königreich Arelat und das Herzogtum Burgund im 12./13. Jahrhundert

Konrad III. der Friedfertige (937–993), der Bruder von Adelheid und Thronfolger Rudolfs, wuchs am sächsischen Hof auf. Gegen ihn erhob Hugo von Provence nach dem Tod Rudolfs II. 937 Ansprüche auf Hochburgund, gegen die Konrad 938 durch den deutschen König Otto I. geschützt wurde. Unter Konrads Herrschaft litt das Reich durch Einfälle der Ungarn und durch Fehden und Raubkriege der Großen. Das Machtvakuum nutzten auch die Sarazenen für einen Raubzug in den burgundischen Norden, wobei sie 939 auch das Kloster Saint-Maurice im unteren Wallis plünderten.
Unter Konrad wuchsen die beiden Burgund unter deutscher Hegemonie zusammen. Seither bestand ein einheitliches Königreich Burgund, das nach der bedeutendsten Stadt Niederburgunds Arles auch Königreich Arelat genannt wurde.
975 endete die islamische Herrschaft in der Provence.
König Rudolf III. (993–1032) war ein schwacher, durch seine Vasallen bedrängter König. Da er kinderlos geblieben war, schloss er 1006 einen Erbvertrag mit dem Deutschen Reich unter Heinrich II., dem letzten der ottonisch-sächsischen Könige und Kaiser und bestätigte diesen Erbanspruch bei weiteren Treffen mit dem Kaiser im Mai oder Juni 1016 in Straßburg und im Februar 1018 in der Königspfalz Mainz. Heinrich II. war über seine Mutter Gisela ein Neffe Rudolfs III.
1033 fiel das Reich im Erbgang an den römisch-deutschen Kaiser Konrad II. und bildete fortan den dritten Reichsteil innerhalb des römisch-deutschen Reiches neben dem deutschen Reichsteil und Reichsitalien. Der Einfluss des römisch-deutschen Königtums in Burgund war traditionell nur schwach ausgeprägt und faktisch nur im Norden Burgunds einigermaßen effektiv. Im Verlauf des 13. Jahrhunderts verstärkte sich der französische Einfluss im burgundischen Reichsteil.
Der burgundische Reichsteil umfasste um 1300 die Provence, die sogenannte Freigrafschaft Burgund, die Dauphiné (Grafschaft Vienne) sowie die Grafschaften Mömpelgard und Savoyen, nicht aber das zu Frankreich gehörende Herzogtum Burgund. Abgeleitet von der Krönungsstadt Arles wird der burgundische Reichsteil in der Geschichtswissenschaft oft als regnum Arelatense bzw. als Arelat bezeichnet. Die Krönung Karls IV. in Arles im Jahr 1365 war die letzte burgundische Königskrönung und sollte vor allem die Zugehörigkeit des Arelat zum römisch-deutschen Reich noch einmal betonen. Bald darauf gab Karl diese Politik auf und begünstigte sogar die französische Einflussnahme, indem er bei einem Besuch in Paris am 7. Januar 1378 dem französischen Kronprinzen kaiserliche Stellvertretervollmachten in Burgund verlieh und damit faktisch Reichsrechte aufgab, wohl um so andere Zugeständnisse der französischen Krone zu erlangen.
Im Verlauf des späten 14. und des 15. Jahrhunderts fiel der Großteil des burgundischen Reichsteils an Frankreich bzw. an das Haus Burgund, das einen umfassenden Territorialkomplex erschuf, der sowohl französische Territorien als auch Reichsgüter umfasste. Ende des 15. Jahrhunderts gewann das Haus Habsburg unter Maximilian I. Teile davon wieder zurück, konnte diese aber nicht dauerhaft halten.
Formal behielt der Erzbischof von Trier die Position des Reichserzkanzlers für Burgund auch nach dessen Zerfall. Auch wurden die zuletzt verbliebenen Teile Burgunds zur Durchsetzung der Reichsexekutive in die Reichskreis-Einteilung einbezogen: Savoyen kam zum Oberrheinischen Reichskreis und die Freigrafschaft Burgund wurde dem Burgundischen Reichskreis zugeteilt.

## Territoriale Absplitterungen und Ende
In der Stauferzeit ab Mitte des 12. Jahrhunderts wurden die Territorien von Avignon als Grafschaft Venaissin und das Valentinois (Valence) als Markgrafschaft Provence unter den Grafen von Toulouse sowie das Herrschaftsgebiet der Grafen von Savoyen faktisch selbständige Territorien innerhalb Burgunds.
Das Rektorat für die Kaiser übten in den verbliebenen Gebieten die Herzöge von Zähringen aus. Unter ihnen wurden mehrere Städte gegründet (unter anderem Bern). Die Bistümer von Basel, Sion, Lausanne und Genf wurden zunehmend selbständig.
1042 trennte König Heinrich III. einen im Nordosten der Grafschaft Burgund gelegenen Teil um Montbéliard als eigenständige Grafschaft ab, in der er Ludwig von Mousson aus dem Haus Scarponnois als castellanus einsetzte. Dessen Sohn Dietrich I. erlangte durch seine Ehe mit Ermentrude, einer Tochter des Grafen Wilhelm I. von Burgund, auch iure uxoris die Herrschaft über das Gebiet, das Ende des 13. Jahrhunderts unter König Rudolf I. Reichsunmittelbarkeit erlangte.
1156 gewann Kaiser Friedrich I. Barbarossa durch Heirat mit Beatrix, Erbin der Grafschaft Burgund, direkten Einfluss auf den Nordwesten des Königreiches, den er 1169 als Pfalzgrafschaft verselbständigte. Zudem ließ er sich nach seiner Aussöhnung mit Papst Alexander III. am 30. Juli 1178 in der Kathedrale Saint-Trophime in Arles von Erzbischof Raimon de Bollène zum König von Burgund krönen, um die Autorität des Kaisertums und die Reichsherrschaft über Burgund zu demonstrieren.
Nach dem Aussterben der Zähringer 1218 gewann Solothurn Unabhängigkeit als Reichsstadt. Durch die Goldene Handfeste, eine in ihrer Echtheit umstrittene, angeblich am 15. April 1218 von Friedrich II. in Frankfurt am Main ausgestellte Urkunde, erlangte die Stadt Bern umfangreiche Privilegien und den Status einer Reichsstadt. Nach Bestätigungen durch die Könige Rudolf I. (15. Januar 1274) und Adolf von Nassau (1293 in Zürich) erweiterte die Stadtrepublik ihr Gebiet durch Kauf, Tausch oder Eroberung und wurde nach Unterwerfung der Waadt 1536 zum größten von einer Stadt beherrschten Staat nördlich der Alpen. Als Teil der Eidgenossenschaft schied Bern durch den Westfälischen Frieden 1648 aus dem Reich aus.
1246 fiel die Grafschaft Provence an das französische Haus Anjou und schied damit ebenfalls de facto aus dem Königreich Burgund aus. Die Niederlage der Staufer gegen die Anjous nutzte Frankreich zu einer weiteren Gebietskorrektur: Auch das Tal rechts der Rhône zwischen Valence und Avignon (die Ardeche) wurde französisch. Basel, Lausanne und Besançon wurden freie Reichsstädte. 1309 wurde der Sitz des Papstes auf französischen Druck hin nach Avignon umgesiedelt.
Trotz einer Ende Juni 1310 im Vertrag von Paris erreichten Verständigung zwischen König Philipp IV. von Frankreich und dem deutschen König Heinrich VII., eroberten französischer Truppen nach dreimonatiger Belagerung am 22. Juli Lyon, woraufhin die diplomatischen Kontakte von deutscher Seite abgebrochen wurden.
1349 kam die Dauphiné an den französischen Thronfolger (Dauphin). 1384 gewann Herzog Philipp der Kühne von Burgund (also der französischen Bourgogne) die Herrschaft über die Freigrafschaft Burgund. Damit war die territoriale Einheit des Königreichs Burgund endgültig zerstört, aber aus der Vereinigung von Herzogtum Burgund (französisch) und Freigrafschaft Burgund (deutsch) entstand ein neues Burgund, siehe Haus Burgund. Karl VII. beschlagnahmte die Dauphiné 1457 und integrierte sie in die Domaine royal und die Provence folgte in 1496. Damit endete die nominelle Lehnshoheit des Reiches.
Die Freigrafschaft selbst wurde – nachdem der französische König Ludwig XIV. sie schon 1668 während des Devolutionskrieges vorübergehend okkupiert hatte – 1674 im Holländischen Krieg erneut durch ein von Louis II. de Bourbon befehligtes Heer besetzt, das am 22. Mai nach 27-tägiger Belagerung Besançon eroberte. Am 17. September 1678 musste Spanien im Frieden von Nimwegen endgültig der Abtretung an Frankreich zustimmen, was zugleich das Ausscheiden aus dem Reich bedeutete. Das Fürstentum Orange fiel mit dem Utrechter Frieden 1713 an Frankreich, damit blieb nur noch Savoyen im Reich.
Als einziges Gebiet des früheren Königreichs Burgund konnte nur das Fürstentum Monaco bis heute seine Unabhängigkeit behaupten.

## Versuch der Restauration
1785 konkretisierten der Kurfürst Karl Theodor von Pfalz-Bayern und der römisch-deutsche Kaiser Joseph II. ihre Absicht, durch einen Tausch Altbayerns gegen die Österreichischen Niederlande einen neuen räumlichen Zuschnitt der von ihnen beherrschten Territorien zu erzielen. Karl Theodor verfolgte hierbei das Ziel, die Kurpfalz, die Herzogtümer Jülich und Berg mit Gebieten im heutigen Belgien zu vereinen. In diesem Zusammenhang ließ er sich von Joseph II. die Erhebung zum „König von Burgund“ versprechen. Das Projekt scheiterte im historischen Kontext des preußisch-österreichischen Gegensatzes vor allem am Widerstand des preußischen Königs Friedrich II., der als Allianz gegen das österreichisch-pfalzbayerische Vorhaben den Fürstenbund von 1785 geschmiedet hatte.